# Amblyseius muraleedharani
Amblyseius muraleedharani är en spindeldjursart som beskrevs av Gupta 1986. Amblyseius muraleedharani ingår i släktet Amblyseius och familjen Phytoseiidae. Inga underarter finns listade i Catalogue of Life.